# Rikasicha
Rikasicha (in lingua russa Рикасиха) è una città situata in Russia, nell'Oblast' di Arcangelo, più precisamente nel Primorskij rajon.